# Маркович, Мирослав (шахматист)
Мирослав Маркович (серб. Мирослав Марковић; род. 8 мая 1973) — югославский и сербский шахматист, гроссмейстер (1999).
Чемпион Сербии 2016 года.
В составе сборной Югославии участник 33-й Олимпиады (1998) в Элисте.

## Изменения рейтинга
| Графики недоступны из-за технических проблем. См. информацию на Фабрикаторе и на mediawiki.org. |